# Vladimir Siversen
Vladimir Siversen foi um diretor de cinema e cinegrafista. 

## Filmografia

### Diretor
- Drama v tabore podmoskovnykg tsygan (1909)